# کمپینا گرند
کمپینا گرند (به پرتغالی: Campina Grande) شهر در برزیل است که در ایالت پارائیبا واقع شده‌است. این شهر دومین شهر محبوب ایالت پارائیبا است. کمپینا گرند ۶۲۰٫۶۲۸ کیلومتر مربع مساحت و ۶۴۸٬۳۱۰ نفر جمعیت دارد و ۵۶۰ متر بالاتر از سطح دریا واقع شده‌است.